# Amanda Thompson
Amanda Clara Thompson (Chicago, 18 novembre 1987) è un'ex cestista statunitense, professionista nella WNBA. È la cugina di Bryon Russell.

## Carriera
È stata selezionata dalle Tulsa Shock al secondo giro del Draft WNBA 2010 con la 19ª chiamata assoluta.